# Stephan Rabitsch
Stephan Rabitsch (Klagenfurt, 28 de juny de 1991) és un ciclista austríac, professional des del 2010. Actualment corre a l'equip Felbermayr Simplon Wels.

## Palmarès
- 2008
  -  Campió d'Àustria júnior en contrarellotge
- 2009
  -  Campió d'Àustria júnior en contrarellotge
- 2016
  - 1r a la Volta de l'Alta Àustria
  - Vencedor d'una etapa a la Volta a Eslovàquia
- 2017
  - 1r a la Volta de l'Alta Àustria i vencedor d'una etapa
- 2018
  - 1r al Roine-Alps Isera Tour i vencedor d'una etapa
  - 1r a la París-Arràs Tour i vencedor d'una etapa
  - 1r a la Volta de l'Alta Àustria i vencedor de 2 etapes